# Rogério Duprat
Rogério Duprat (Río de Janeiro, 7 de febrero de 1932 - 26 de octubre de 2006) fue un compositor y músico brasileño.
Pasó su vida en São Paulo, donde falleció. Se inició en la música por casualidad. Tocaba de pequeño instrumentos de viento en los que aprendía de oído. Después fue adquiriendo una formación más académica, siendo miembro fundador de la Orquesta de Cámara de Sao Paulo en 1956. Viajó a Europa y fue alumno de Karlheinz Stockhausen y Pierre Boulez
A su regreso a Brasil, Duprat compuso para el director de cine Walter Hugo Khouri. Fue de los primeros músicos brasileños en componer con un ordenador (IBM 1620), iniciando en su país los primeros pasos de la música electrónica. Se convirtió en líder del movimiento denominado tropicalismo junto a Caetano Veloso y Gilberto Gil, entre otros, y que trataba de romper las barreras entre la llamada música culta y la música popular, además de constituir una forma de protesta frente a la dictadura militar que gobernaba. Fue arreglista de muchos discos de los denominados tropicalistas como Veloso, Gilberto Gil, Tom Zé, Gal Costa y el grupo Os Mutantes, además de otros artistas como Chico Buarque, Alceu Valença o Geraldo Azevedo. Sus trabajos merecieron que se le llamase el Brian Wilson de Brasil o el George Martin de Tropicalia.